# Denn du wirst meine Seele nicht in der Hölle lassen
Denn du wirst meine Seele nicht in der Hölle lassen is een religieuze cantate waarvan tegenwoordig wordt aangenomen dat deze is geschreven door Johann Ludwig Bach. 

## Programma
De cantate is geschreven ter gelegenheid van Eerste Paasdag, maar onduidelijk is in welk jaar de cantate voor het eerst is opgevoerd.

## Muzikale bezetting
De cantate is geschreven voor de solostemmen alt, tenor en bas, voor vierstemmig koor en voor de instrumenten jachthoorn, hobo, hobo da caccia, viool, altviool en basso continuo.

## Toelichting
Lange tijd werd gedacht dat de cantate was gecomponeerd  door Johann Sebastian Bach. Om deze reden heeft de cantate een BWV-nummer gekregen (BWV 15). De verwarring ontstond omdat Johann Sebastian Bach uit bewondering van de muzikale kwaliteiten van zijn familielid in 1726 achttien cantates van Johann Ludwig Bach heeft uitgevoerd in plaats van zijn eigen cantates. Deze cantates schreef Johann Sebastian Bach over in zijn eigen handschrift. 
cantates · motetten · missen · oratoria en passies · vierstemmige koralen · liederen en aria's · orgelwerken · klavecimbelwerken · kamermuziek · orkestwerken · overige werken